# خیرخواجه سفلی
خیرخواجه سفلی، روستایی است از توابع بخش داشلی‌برون شهرستان گنبد کاووس در استان گلستان ایران.

## جمعیت
این روستا در دهستان اترک (گنبد کاووس) قرار داشته و براساس سرشماری سال۱۳۹۵جمعیت آن ۳۷۸نفر (۹۳خانوار) بوده‌است.